# Fröhlich Ida
Fröhlich Ida (Szeged, 1947. szeptember 1. –) magyar ókortörténész, hebraista, egyetemi tanár.

## Élete
Történelem, francia és ókori keleti történelem szakon diplomázott az ELTE Bölcsészettudományi Karon. Történettudományból és ókortudományból szerzett tudományos fokozatot. 
Az Eötvös Loránd Tudományegyetemen 1973-81 tanársegéd, 1981-87 adjunktus, 1987-94 docens, 1994 óta a Pázmány Péter Katolikus Egyetem oktatója, 1995-től egyetemi tanár. 2000-2001-es tanévtől 2006-ig a bölcsészettudományi kar dékánja. 2002-től a Magyar Tudományos Akadémia doktora.

## Művei
- 1992 – Az ókori Kelet nagyjai – Budapest: Kossuth, 1992  – 70 p. – (A világtörténelem nagy alakjai, ISSN 1216-0741)
- 1993 – Bibliai legendák a hellenisztikus zsidó történetírásban: Pseudo-Philon latin nyelvű történeti műve. – Budapest: ELTE BTK, 1993 – 160 p. – (Az Eötvös Loránd Tudományegyetem ókori történeti tanszékeinek kiadványai, ISSN 0324-4164 ; 6.)
- 1996 – "Time and times and half time.": historical consciousness in the Jewish literature of the Persian and Hellenistic eras. – Sheffield: Sheffield Acad. Pr., 1996– 248 p. – (Journal for the study of the pseudepigrapha. Supplement series ; 19)
- 1998 – A qumráni szövegek magyarul – Piliscsaba: PPKE BTK, 1998  – 478 p. – (Studia Orientalia, ISSN 1418-2831 ; 1.)
- 2000 – A qumráni szövegek magyarul – 2. javított és bővített kiadás – Budapest–Piliscsaba: PPKE BTK ; Szent István Társasűg, 2000  – 590 p. – (Studia Orientalia, ISSN 1418-2831 ; 1.)
- 2005 – Az utókor hatalma: újraírt szövegek / szerkesztette: Fröhlich Ida – Budapest: Új Mandátum, 2005  – 177 p. – (Kréné, ISSN 1587-7000 ; 4.)
- Tízéves a Történelemtudományi Doktori Iskola; szerkesztette: Fröhlich Ida; PPKE BTK, Piliscsaba, 2011 (Khronosz)
- Henok könyvei; szerkesztette: Fröhlich Ida, Dobos Károly Dániel; fordította: Dobos Károly Dániel, Fröhlich Ida, Hollós Attila; PPKE BTK, Piliscsaba, 2009 (Ószövetségi apokrifek)

### Emlékkönyv
- With Wisdom as a Robe: Qumran and other Jewish studies in honour of Ida Fröhlich. Sheffield Phoenix Press, 2009. (ed. Dobos Károly Dániel, Kőszeghy Miklós) ISSN 1747-9614 ; ISBN 978-1-906055-57-8